# Ideia Zabaldu
Ideia Zabaldu (que en castellano significa "difundir o expandir la idea") es el sexto álbum del grupo musical español Negu Gorriak.
Negu Gorriak grabaron el álbum, como era habitual en ellos, en muy poco tiempo, en este caso poco más de dos semanas. El álbum hizo el número cinco en su carrera (contando el directo Hipokrisiari Stop! Bilbo 93-X-30) y terminó siendo su último trabajo original de estudio: los dos álbumes que le siguieron fueron un recopilatorio de rarezas (Ustelkeria) y un disco de versiones (Salam, Agur)
Algunos sectores de la crítica musical consideraron que este álbum constituyó un paso adelante en la evolución sonora del grupo al incorporar salsa y ritmos latinos (ya experimentados en Borreroak Baditu Milaka Aurpegi), dub o funk. Paradójicamente, es esa búsqueda de nuevos sonidos lo que, según Xabier Cervantes (periodista de Rockdelux), le resta «fluidez» y «precisión» al álbum. Esto hace que, teniendo en cuenta criterios de calidad musical, otro sector de la crítica considere que Ideia Zabaldu es, en conjunto, un pequeño paso atrás, algo lógico teniendo en cuenta que Borreroak (su anterior álbum de estudio) es considerado su obra maestra. No obstante, esto no quiere decir que se le considere como un mal disco, de hecho, ha sido calificado como «muy bueno»:
No se trata de otro disco increíble, es tan solo muy bueno
...la calidad baja de obra maestra a simplemente muy bueno.
Éste es el disco del grupo que mayor repercusión comercial ha tenido (por ejemplo, fue el único disco del grupo editado en Estados Unidos).

## Lista de canciones
1. «Hitzaurrea» («Prólogo»)
2. «Hitz egin» («Habla»)
3. «Ipurbegia» («El ojo del culo»)
4. «Nire baitan daude biak» («En mi interior están los dos»)
5. «Ideia zabaldu I» («Expandir la idea I»)
6. «Ideien kontrabandoa» («Contrabando de ideas»)
7. «Bakartia Hondarribian» («El solitario en Hondarribia»)
8. «Ezagutu hire lagunak» («Conoce a tus amigos»)
9. «Aiako txikito» («Txikito de Aia»)
10. «Hiri gerrilaren dantza» («La danza de la guerrilla urbana»)
11. «NG brigada peligros»
12. «Aizu» («Escucha»)
13. «Salam, agur» («Saludo»)
14. «Ume hilak» («Niños muertos»)
15. «Oliver iparra» («Oliver Norte»)
16. «Ideia zabaldu II» («Expandir la idea II»)
17. «Potroengatik» («Por cojones»)
18. «Begirunea («Respeto»)

Todas las canciones compuestas por Negu Gorriak. Las canciones «Hitzaurrea», «Ideia zabaldu I», «Aiako txikito», «NG brigada peligros», «Ideia zabaldu II» están compuestas por pequeños fragmentos instrumentales y diferentes samplers.
Todas las letras escritas por Fermin Muguruza excepto:
- «Nire baitan daude biak», excrita por Iñigo Muguruza.
- «Potroengatik» escrita por Estitxu Arozamena.

## Personal

### Músicos
Negu Gorriak:
- Fermin Muguruza: cantante.
- Iñigo Muguruza: guitarra y voz.
- Kaki Arkarazo: guitarra y voz.
- Mikel «Anestesia»: bajo y voz.
- Mikel «Bap!!»: batería.

Otros músicos
- Ajel Valdés: bongo y percusiones en «Ipurbegia» y «Aizu».
- Jean Nöel Roquefere: congas y percusión en «Ipurbegia» y «Aizu».
- Sorkun Rubio: voz en «Nire baitan daude biak».
- Sadia Aitelkho: voz en «Salam, agur».
- Irantzu Silva: coros en «Aizu».
- Javi Pez: coros en «Aizu».
- Juanan Díez: trombón en «Hiri gerrilaren dantza» e «Ipurbegia» y arreglos de vientos.
- Carlos Hipólito: trombón en «Hiri gerrilaren dantza» e «Ipurbegia»
- Mikel Valcarlos: trompeta en «Hiri gerrilaren dantza» e «Ipurbegia».
- Radio Bemba (Manu Chao, Gambit, David y Philippe): voz, guitarras y vientos en «Ume hilak», «Ideia Zabaldu I» e «Ideia Zabaldu II».

### Técnicos
- Kaki Arkarazo: técnico de sonido.
- Manolo Gil: diseño.